# Josef Dobrovský
Josef Dobrovský (Darmoty, 17 agosto 1753 – Brno, 6 gennaio 1829) è stato un filologo, storico e slavista ceco.
È considerato il padre della slavistica, poiché nel 1809 redasse un'imponente opera sulla letteratura ceca d'ogni tempo. Nel 1822 si occupò di studi sulla lingua slava antica, che raccolse nell'opera Institutiones linguae slavicae dialecti veteris (1822). Fu inoltre una delle più importanti figure del Risveglio nazionale ceco insieme a Josef Jungmann.